# Arena Colles
Gli Arena Colles sono una struttura geologica della superficie di Marte.